# تل دشت بناب ۳
تل دشت بناب ۳ مربوط به سده‌های میانه و متاخر دوران‌های تاریخی پس از اسلام است و در شهرستان خرم بید، بخش مشهد مرغاب، ۲ کیلومتری شمال شرقی کارخانه یک و یک واقع شده و این اثر در تاریخ ۲۶ اسفند ۱۳۸۶ با شمارهٔ ثبت ۲۱۸۹۷ به‌عنوان یکی از آثار ملی ایران به ثبت رسیده است.